# ルーマニア狂詩曲
ルーマニア狂詩曲（Rhapsodie Roumaine）はジョルジェ・エネスクが作曲した管弦楽曲。第1番（イ長調、作品11-1）と第2番（ニ長調、作品11-2）の2曲がある。

## ルーマニア狂詩曲第1番
エネスクの作品の中でも特に著名な作品の一つ。1901年作曲。演奏時間は約12分。

### 初演
1903年2月23日、ブカレストのアテネ音楽堂にてエネスク自身の指揮により初演（第2番、第1番の順に演奏された）。フランス初演は1906年1月、トゥールーズにてエネスク指揮により行われた。また、1929年にはニューヨークでバレエ化されている。

### 編成
- 木管楽器

フルート3（うち1はピッコロ持ち替え）、オーボエ、コーラングレ、クラリネット3、ファゴット2
- 金管楽器

ホルン4、トランペット2、コルネット2、トロンボーン3、チューバ
- 打楽器

ティンパニ、トライアングル、スネアドラム、シンバル
- ハープ2
- 弦楽器

弦五部

### 構成
クラリネット、オーボエの掛け合いで鄙びた感じのメロディが奏され、徐々に他の楽器を加え、リズムも舞曲調となる。続いて拍子が八分の六拍子に変わり、ハープと低音弦のリズムに乗って、ヴァイオリン、ヴィオラが高音で細かな節回しのメロディを奏でる。スキップ風の軽妙なメロディ、「重々しく」と指示された東洋的なメロディを交えながら進行し、やがてフルートが軽快なメロディを奏で始める。徐々に他の管楽器も加え、遂に全合奏で力強い舞曲が始まる。ジプシー音楽風の新しいメロディが次々と登場し、クライマックスに達したところで一旦全休止となる。鄙びた東洋風の行進曲となった後、もう一度熱狂が戻り、最強音で終わる。

## ルーマニア狂詩曲第2番
第1番に較べると、曲調は地味であり演奏機会も少ない。1902年作曲。演奏時間は約12分。
初演以来、第2番→第1番と演奏されることが多く、事実上、第1番の序奏という性格を持っている。

### 初演
1903年2月23日、第1番と共に初演（第2番、第1番の順に演奏された）。1908年2月7日にパリでカザルスの指揮により第1番とともに演奏された記録が残っている。

### 編成
- 木管楽器

フルート3、オーボエ2、コーラングレ、クラリネット2、ファゴット2
- 金管楽器

ホルン4、トランペット2、トロンボーン3
- 打楽器

ティンパニ、シンバル
- ハープ2
- 弦楽器

弦五部

### 構成
弦楽器のゆっくりとした序奏に始まる。続いてティンパニ、コントラバスのリズムに乗って、これもゆっくりとした伸びやかなメロディが、次第に楽器を増しながら奏でられる（エネスクの故郷モルドヴァのバラードだという）。序奏のメロディが繰り返された後、コーラングレで哀しげなメロディが奏される。このメロディも楽器を増しながら高揚し、再度、序奏の後に現れたメロディが全合奏で奏され、やがて静まる。続いてヴィオラ･ソロで舞曲風のメロディが奏され、一旦高揚しかけるが、長く続かず静かに曲を閉じる。